# Zygmunt Iwicki
Zygmunt Iwicki (* 23. April 1930 in Lubiewo, Woiwodschaft Kujawien-Pommern in Polen; † 2. August 2024) war ein polnisch-Schweizer römisch-katholischer Geistlicher, Pädagoge, Kunsthistoriker und Historiker.

## Leben und Werk

### Als Priester in Polen
Iwicki wuchs in Lobfelde in der Gegend von Tuchel (im ehemaligen Westpreußen) auf. Mit neun Jahren erlebte er den deutschen Überfall auf Polen, mit 15 Jahren das Ende des Krieges. Von 1946 bis 1951 besuchte er Gymnasien in Danzig und Posen. Dann studierte er Theologie am Priesterseminar in Allenstein, wurde 1956 zum Priester geweiht und war in verschiedenen Pfarreien tätig.

### Als Lehrer in der Schweiz
Ab 1971 studierte er Kunstgeschichte an der Universität Posen und schloss das Studium mit dem Magister ab. Er wechselte an die Universität Karlsruhe und wurde dort 1978 mit einer Schrift zum Thema Der Hochaltar der Kathedrale in Oliva promoviert. Von 1979 bis 1995 unterrichtete Iwicki an der Kantonsschule Kollegium Schwyz und war gleichzeitig im Diözesanmuseum tätig. Er nahm die Schweizer Staatsbürgerschaft an. 1995 ging er in den Ruhestand. Zuletzt lebte er in Zürich. Er gehörte zur Schweizerischen Statthalterei des Ordens der Ritter vom Heiligen Grab zu Jerusalem.

### Als Historiker von Oliva
Seit seiner Dissertation, die den Hochaltar der Kathedrale von Oliva dem Architekten Andreas Schlüter zuschreibt, publizierte Iwicki – auch im Ruhestand – zahlreiche Bücher (auch in deutscher Sprache) über Geschichte und Gegenwart des Klosters Oliva, der Pfarrei Oliva, seines Geburtsortes Lubiewo, sowie zur heiligen Oliva von Anagni. Seite an Seite mit dem Danziger Historiker Heinz Lingenberg, dem er einen Nachruf widmete, begründete und verbreitete Iwicki das heutige Wissen über das Zisterzienserkloster Oliva.

### Tod
Er starb im August 2024 und wurde in Danzig auf dem Olivaer Friedhof beigesetzt.

## Werke
- Der Hochaltar der Kathedrale in Oliva. Ein Werk von Andreas Schlüter. Hochschulverlag, Freiburg i. Br. 1980 (zugl. Diss., 1978). ISBN 978-3-8107-2103-7.
- Oliva. Führer durch die Kathedrale und das ehemalige Kloster. Laumann, Dülmen 1994. ISBN 978-3-87466-220-8.
- (Hrsg.) Kronika parafii (katedralnej) w Oliwie 1904–1945. Danzig 1999.
  - (deutsch) Chronik der Pfarrei Oliva. Angefangen 1904. Danzig 1999. ISBN 83-87408-14-X.
- Oliwa wczoraj i dziś. Przewodnik po zabytkach katedry i byłego klasztoru. 2001.
- Iwiccy z Lubiewa. Scripta manent (pismo przetrwa). Pelplin 2003.
- Nekropolia oliwska. Fundcja Biblioteki Gdańskiej PAN, Danzig 2004.
- Lubiewo wczoraj i dziś (1344–2006). Pelplin 2007.
- Konwent oliwski (1186–1831). Leksykon biograficzny. Pelplin 2010.
- Święta Oliwa z Anagni. Wprowadzenie jej kultu w Oliwie. Pelplin 2014.
- (Hrsg.) Kronika Oliwska od 1945 do 1979 roku. Pelplin 2016.
- Bedeker oliwski. Oliva antiqua et praesens. Pelplin 2018.